# Nomi di cicloni tropicali
I nomi dei cicloni tropicali sono forniti ufficialmente da uno degli undici centri allerta uragano presenti nel mondo. I cicloni tengono il proprio nome per tutta la durata del loro percorso. Poiché la vita di un ciclone può essere molto lunga (fino a diverse settimane) e possono svilupparsi diversi cicloni contemporaneamente nello stesso bacino, i nomi sono stati pensati per ridurre il rischio di confusione quando vengono emessi i bollettini di allarme. In generale i nomi vengono assegnati a tutti i cicloni che hanno i venti sostenuti maggiori di 65 km/h (40 mph). Comunque le regole cambiano da bacino a bacino e a seconda del centro allerta di competenza.
Qualunque membro dell'Organizzazione meteorologica mondiale può richiedere il ritiro di uno o più nomi dalle varie liste. Il nome è ritirato se c'è il consenso della maggioranza dei membri; vengono ritirati i nomi dei cicloni più noti, distruttivi o violenti. Il nome ritirato deve essere subito sostituito con uno nuovo in quella determinata lista.
| Bacino                   | Centro di competenza | Area di competenza                                                                     |       |
| ------------------------ | --- | -------------------------------------------------------------------------------------- | ----- |
| Nord Atlantico           | Stati Uniti, Centro Nazionale Uragani                                                                                         | Nord equatore; Coste dell'Africa - 140° W                                              | [ 3 ] |
| Est Pacifico             | Stati Uniti, Centro Nazionale Uragani                                                                                         | Nord equatore; Coste dell'Africa - 140° W                                              |       |
| Centro Pacifico          | Stati Uniti, Centro Uragani Pacifico Centrale                                                                                 | Nord equatore; 140°W - 180°                                                            | [ 3 ] |
| Ovest Pacifico           | Giappone, Agenzia meteorologica giapponese Filippine (non ufficiale), PAGASA                                                  | Equatore – 60°N, 180 – 100°E 5°N – 21°N, 115°E – 135°E                                 | [ 4 ] |
| Nord Oceano Indiano      | India, Dipartimento meteorologico dell'India                                                                                  | Nord equatore; 100°E – 45°E                                                            | [ 5 ] |
| Sud-Ovest Oceano Indiano | Mauritius, Servizio meteorologico Mauritius Madagascar, Mèteo Madagascar                                                      | Equatore – 40°S; 55°E – 90°E Equatore – 40°S, Costa Africana – 55°E                    | [ 6 ] |
| Regione Australiana      | Australia, Ufficio della Meteorologia Servizio meteorologico nazionale Papua Nuova Guinea Agenzia indonesiana di meteorologia | Equatore – 10°S, 141°E – 160°E 10°S – 36°S, 90°E – 160°E Equatore – 10°S, 90°E – 141°E | [ 7 ] |
| Sud Pacifico             | Servizio meteorologico Fiji Servizio meteorologico della nuova Zelanda                                                        | Equatore – 25°S; 160°E – 120°W 25°S – 40°S; 160°E – 120°W                              | [ 7 ] |
| Sud Atlantico            | Centro Idrografico Marina Militare Brasiliana (non ufficiale)                                                                 | Equatore – 35°S, Costa Brasiliana – 20°W                                               | [ 8 ] |

## Liste dei nomi

### Nord Atlantico

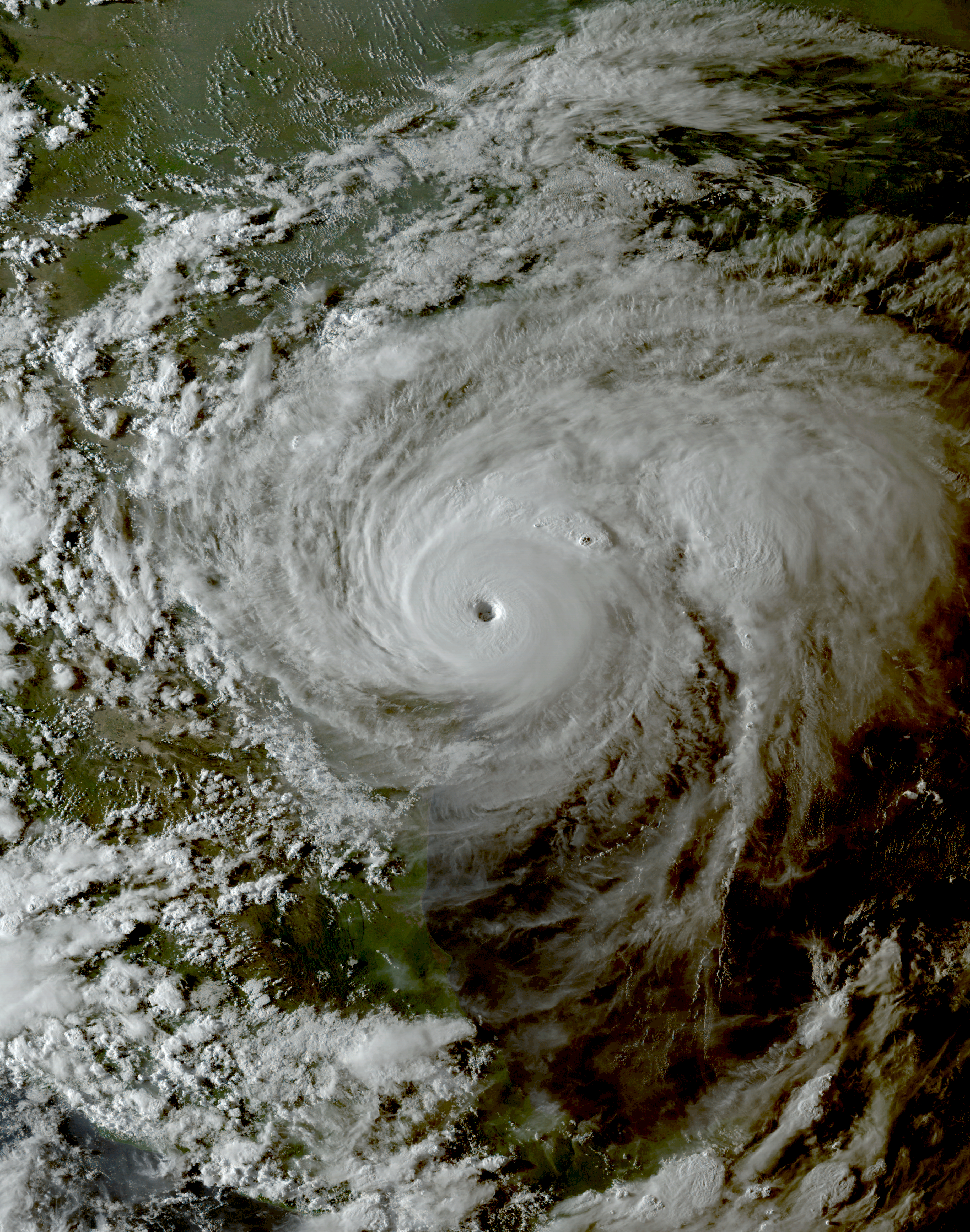
L'Uragano Harvey sul Texas nell'agosto 2017

Nel bacino del nord Atlantico i cicloni vengono nominati dal National Hurricane Center quando questi raggiungono venti sostenuti superiori ai 63 km/h (34 kn; 39 mph). Esistono sei liste nomi che ruotano ogni anno; ogni sei anni, perciò, i nomi delle tempeste tropicali atlantiche si ripetono. I nomi sono disposti in ordine alfabetico, uno per ogni lettera dalla A alla W saltando la Q e la U; vengono alternati nomi maschili a nomi femminili. Nel caso si sfori la lettera W (avvenuto soltanto nel 2005 e nel 2020), vengono utilizzate le lettere dell'alfabeto greco. Tutti i nomi dei cicloni più violenti o distruttivi vengono ritirati definitivamente dalle liste: ad esempio Katrina, Matthew o Andrew sono nomi ritirati e non verranno più utilizzati.
| 2017  | 2017    | 2017    | 2017      | 2017     | 2017     | 2017     | 2017      | 2017     | 2017     | 2017      | 2017  |
| ----- | ------- | ------- | --------- | -------- | -------- | -------- | --------- | -------- | -------- | --------- | ----- |
| Nomi  | Arlene  | Bret    | Cindy     | Don      | Emily    | Franklin | Gert      | Harvey   | Irma     | Jose      | Katia |
| Nomi  | Lee     | Maria   | Nate      | Ophelia  | Philippe | Rina     | Sean      | Tammy    | Vince    | Whitney   |       |
| 2018  |         |         |           |          |          |          |           |          |          |           |       |
| Nomi  | Alberto | Beryl   | Chris     | Debby    | Ernesto  | Florence | Gordon    | Helene   | Isaac    | Joyce     | Kirk  |
| Nomi  | Leslie  | Michael | Nadine    | Oscar    | Patty    | Rafael   | Sara      | Tony     | Valerie  | William   |       |
| 2019  |         |         |           |          |          |          |           |          |          |           |       |
| Nomi  | Andrea  | Barry   | Chantal   | Dorian   | Erin     | Fernand  | Gabrielle | Humberto | Imelda   | Jerry     | Karen |
| Nomi  | Lorenzo | Melissa | Nestor    | Olga     | Pablo    | Rebekah  | Sebastien | Tanya    | Van      | Wendy     |       |
| 2020  |         |         |           |          |          |          |           |          |          |           |       |
| Nomi  | Arthur  | Bertha  | Cristobal | Dolly    | Edouard  | Fay      | Gonzalo   | Hanna    | Isaias   | Josephine | Kyle  |
| Nomi  | Laura   | Marco   | Nana      | Omar     | Paulette | Rene     | Sally     | Teddy    | Vicky    | Wilfred   |       |
| 2021  |         |         |           |          |          |          |           |          |          |           |       |
| Nomi  | Ana     | Bill    | Claudette | Danny    | Elsa     | Fred     | Grace     | Henri    | Ida      | Julian    | Kate  |
| Nomi  | Larry   | Mindy   | Nicholas  | Odette   | Peter    | Rose     | Sam       | Teresa   | Victor   | Wanda     |       |
| 2022  |         |         |           |          |          |          |           |          |          |           |       |
| Nomi  | Alex    | Bonnie  | Colin     | Danielle | Earl     | Fiona    | Gaston    | Hermine  | Ian      | Julia     | Karl  |
| Nomi  | Lisa    | Martin  | Nicole    | Owen     | Paula    | Richard  | Shary     | Tobias   | Virginie | Walter    |       |
| Note: |         |         |           |          |          |          |           |          |          |           |       |

### Est Pacifico
Nell'est Pacifico ci sono due centri allerta che assegnano i nomi: il National Hurricane Center per i cicloni che si formano tra i 140°W e la costa americana e il Center Pacific Hurricane Center per i cicloni che si formano tra i 180° e i 140°W.

#### Nord Pacifico Est
Esistono sei liste nomi che ruotano ogni anno. I nomi sono disposti in ordine alfabetico, uno per ogni lettera dalla A alla Z saltando la Q e la U; vengono alternati nomi maschili a nomi femminili. Nel caso si sfori la lettera Z (mai avvenuto nel Pacifico), vengono utilizzate le lettere dell'alfabeto greco.
| 2017  | 2017     | 2017    | 2017     | 2017      | 2017    | 2017     | 2017      | 2017      | 2017     | 2017     | 2017    | 2017   |
| ----- | -------- | ------- | -------- | --------- | ------- | -------- | --------- | --------- | -------- | -------- | ------- | ------ |
| Nomi  | Adrian   | Beatriz | Calvin   | Dora      | Eugene  | Fernanda | Greg      | Hilary    | Irwin    | Jova     | Kenneth | Lidia  |
| Nomi  | Max      | Norma   | Otis     | Pilar     | Ramon   | Selma    | Todd      | Veronica  | Wiley    | Xina     | York    | Zelda  |
| 2018  |          |         |          |           |         |          |           |           |          |          |         |        |
| Nomi  | Aletta   | Bud     | Carlotta | Daniel    | Emilia  | Fabio    | Gilma     | Hector    | Ileana   | John     | Kristy  | Lane   |
| Nomi  | Miriam   | Norman  | Olivia   | Paul      | Rosa    | Sergio   | Tara      | Vicente   | Willa    | Xavier   | Yolanda | Zeke   |
| 2019  |          |         |          |           |         |          |           |           |          |          |         |        |
| Nomi  | Alvin    | Barbara | Cosme    | Dalila    | Erick   | Flossie  | Gil       | Henriette | Ivo      | Juliette | Kiko    | Lorena |
| Nomi  | Mario    | Narda   | Octave   | Priscilla | Raymond | Sonia    | Tico      | Velma     | Wallis   | Xina     | York    | Zelda  |
| 2020  |          |         |          |           |         |          |           |           |          |          |         |        |
| Nomi  | Amanda   | Boris   | Cristina | Douglas   | Elida   | Fausto   | Genevieve | Hernan    | Iselle   | Julio    | Karina  | Lowell |
| Nomi  | Marie    | Norbert | Odalys   | Polo      | Rachel  | Simon    | Trudy     | Vance     | Winnie   | Xavier   | Yolanda | Zeke   |
| 2021  |          |         |          |           |         |          |           |           |          |          |         |        |
| Nomi  | Andres   | Blanca  | Carlos   | Dolores   | Enrique | Felicia  | Guillermo | Hilda     | Ignacio  | Jimena   | Kevin   | Linda  |
| Nomi  | Marty    | Nora    | Olaf     | Pamela    | Rick    | Sandra   | Terry     | Vivian    | Waldo    | Xina     | York    | Zelda  |
| 2022  |          |         |          |           |         |          |           |           |          |          |         |        |
| Nomi  | Agatha   | Blas    | Celia    | Darby     | Estelle | Frank    | Georgette | Howard    | Ivette   | Javier   | Kay     | Lester |
| Nomi  | Madeline | Newton  | Orlene   | Paine     | Roslyn  | Seymour  | Tina      | Virgil    | Winifred | Xavier   | Yolanda | Zeke   |
| Note: |          |         |          |           |         |          |           |           |          |          |         |        |

#### Pacifico Centrale
Esistono quattro liste di nomi Hawaiani per i cicloni del Pacifico Centrale (da 140°W a 180°). I nomi non ruotano ogni anno, ma si procede nella lista indipendentemente dalla stagione in cui si forma il ciclone.
| Lista | Nomi  | Nomi  | Nomi   | Nomi   | Nomi  | Nomi | Nomi  | Nomi  | Nomi  | Nomi | Nomi  | Nomi   |
| ----- | ----- | ----- | ------ | ------ | ----- | ---- | ----- | ----- | ----- | ---- | ----- | ------ |
| 1     | Akoni | Ema   | Hone   | Iona   | Keli  | Lala | Moke  | Nolo  | Olana | Pena | Ulana | Wale   |
| 2     | Aka   | Ekeka | Hene   | Iolana | Keoni | Lino | Mele  | Nona  | Oliwa | Pama | Upana | Wene   |
| 3     | Alika | Ele   | Huko   | Iopa   | Kika  | Lana | Maka  | Neki  | Omeka | Pewa | Unala | Wali   |
| 4     | Ana   | Ela   | Halola | Iune   | Kilo  | Loke | Malia | Niala | Oho   | Pali | Ulika | Walaka |
| Note: |       |       |        |        |       |      |       |       |       |      |       |        |

### Ovest Pacifico

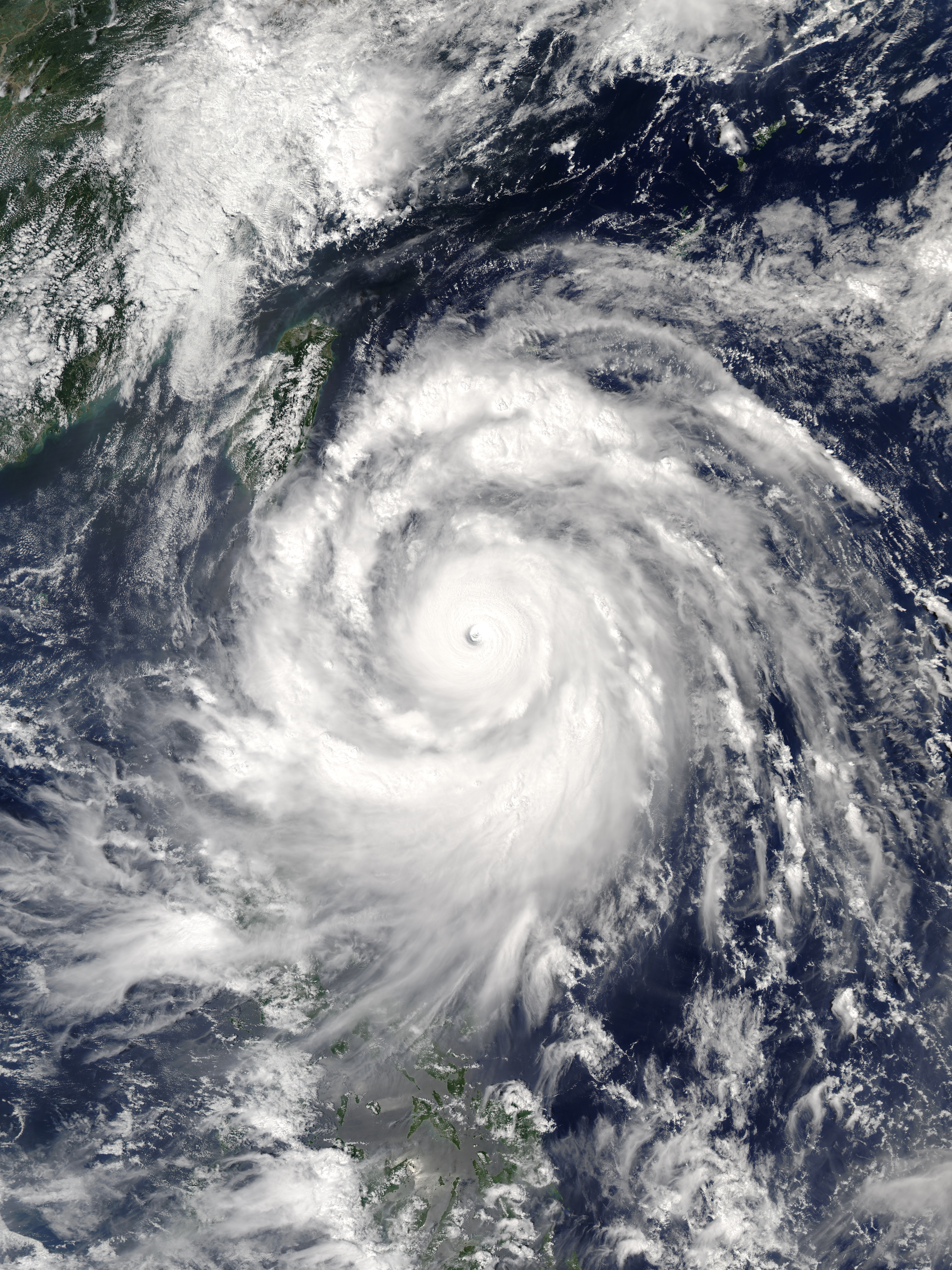
Il tifone Meranti (Ferdie nelle Filippine) al suo picco di intensità nel settembre 2016

Capire come funzionano i nomi assegnati ai cicloni nell'Nord-Ovest del Pacifico è più complicato. L'istituto ufficiale che assegna i nomi è il Japan Meteorological Agency.
Sono state create 5 liste nomi. Nel 1998 fu chiesto a ciascuno dei 14 paesi bagnati dal bacino di fornire due nomi per ciascuna lista (10 nomi per ogni nazione); i nomi non sono stati messi in ordine alfabetico, ma l'ordine è stato stabilito mettendo in ordine alfabetico le 14 nazioni (è stato usato il nome inglese della nazione). Le liste non ruotano annualmente, ma si procede nella lista indipendentemente dalla stagione; bisogna tenere conto che in questo bacino i cicloni si formano in ogni mese dell'anno ed è quindi più difficile stabilire una stagione.
| 1     | Damrey   | Haikui   | Kirogi   | Kai-tak   | Tembin  | Bolaven  | Sanba    | Jelawat | Ewiniar  | Maliksi | Gaemi   | Prapiroon | Maria     | Son-Tinh |
| 1     | Ampil    | Wukong   | Jongdari | Shanshan  | Yagi    | Leepi    | Bebinca  | Rumbia  | Soulik   | Cimaron | Jebi    | Mangkhut  | Barijat   | Trami    |
| 2     | Kong-rey | Yutu     | Toraji   | Man-yi    | Usagi   | Pabuk    | Wutip    | Sepat   | Mun      | Danas   | Nari    | Wipha     | Francisco | Lekima   |
| 2     | Krosa    | Bailu    | Podul    | Lingling  | Kajiki  | Faxai    | Peipah   | Tapah   | Mitag    | Hagibis | Neoguri | Bualoi    | Matmo     | Halong   |
| 3     | Nakri    | Fengshen | Kalmaegi | Fung-wong | Kammuri | Phanfone | Vongfong | Nuri    | Sinlaku  | Hagupit | Jangmi  | Mekkhala  | Higos     | Bavi     |
| 3     | Maysak   | Haishen  | Noul     | Dolphin   | Kujira  | Chan-hom | Linfa    | Nangka  | Saudel   | Molave  | Goni    | Atsani    | Etau      | Vamco    |
| 4     | Krovanh  | Dujuan   | Surigae  | Choi-wan  | Koguma  | Champi   | In-fa    | Cempaka | Nepartak | Lupit   | Mirinae | Nida      | Omais     | Conson   |
| 4     | Chanthu  | Dianmu   | Mindulle | Lionrock  | Kompasu | Namtheun | Malou    | Meranti | Rai      | Malakas | Megi    | Chaba     | Aere      | Songda   |
| 5     | Sarika   | Haima    | Meari    | Ma-on     | Tokage  | Nock-ten | Muifa    | Merbok  | Nanmadol | Talas   | Noru    | Kulap     | Roke      | Sonca    |
| 5     | Nesat    | Haitang  | Nalgae   | Banyan    | Hato    | Pakhar   | Sanvu    | Mawar   | Guchol   | Talim   | Doksuri | Khanun    | Lan       | Saola    |
| Note: |          |          |          |           |         |          |          |         |          |         |         |           |           |          |

Non solo, ma la PAGASA (agenzia meteorologia delle Filippine) fornisce essa stessa dei nomi a tutti i cicloni che entrano nella sua zona di competenza. Questi nomi sono presi da quattro liste di 25 nomi. Le quattro liste di nomi vengono ruotate ogni anno. Succede così che i cicloni che interessano le Filippine hanno due nomi: uno, ufficiale, fornito dall'agenzia giapponese e uno, locale, fornito dall'agenzia filippina. Ad esempio il Tifone Haiyan è conosciuto nelle Filippine con il nome di Yolanda.
| Principale | Auring  | Bising  | Crising  | Dante   | Emong  | Fabian   | Gorio   | Huaning | Isang  | Jolina | Kiko     | Lannie   | Maring  |
| Principale | Nando   | Odette  | Paolo    | Quedan  | Ramil  | Salome   | Tino    | Urduja  | Vinta  | Wilma  | Yasmin   | Zoraida  |         |
| Ausiliario | Alamid  | Bruno   | Conching | Dolor   | Ernie  | Florante | Gerardo | Hernan  | Isko   | Jerome |          |          |         |
| 2018       |         |         |          |         |        |          |         |         |        |        |          |          |         |
| Principale | Agaton  | Basyang | Caloy    | Domeng  | Ester  | Florita  | Gardo   | Henry   | Inday  | Josie  | Karding  | Luis     | Maymay  |
| Principale | Neneng  | Ompong  | Paeng    | Queenie | Rosita | Samuel   | Tomas   | Usman   | Venus  | Waldo  | Yayang   | Zeny     |         |
| Ausiliario | Agila   | Bagwis  | Chito    | Diego   | Elena  | Felino   | Gunding | Harriet | Indang | Jessa  |          |          |         |
| 2019       |         |         |          |         |        |          |         |         |        |        |          |          |         |
| Principale | Amang   | Betty   | Chedeng  | Dodong  | Egay   | Falcon   | Goring  | Hanna   | Ineng  | Jenny  | Kabayan  | Liwayway | Marilyn |
| Principale | Nimfa   | Onyok   | Perla    | Quiel   | Ramon  | Sarah    | Tisoy   | Ursula  | Viring | Weng   | Yoyoy    | Zigzag   |         |
| Ausiliario | Abe     | Berto   | Charo    | Dado    | Estoy  | Felion   | Gening  | Herman  | Irma   | Jaime  |          |          |         |
| 2020       |         |         |          |         |        |          |         |         |        |        |          |          |         |
| Principale | Ambo    | Butchoy | Carina   | Dindo   | Enteng | Ferdie   | Gener   | Helen   | Igme   | Julian | Kristine | Leon     | Marce   |
| Principale | Nika    | Ofel    | Pepito   | Quinta  | Rolly  | Siony    | Tonyo   | Ulysses | Vicky  | Warren | Yoyong   | Zosimo   |         |
| Ausiliario | Alakdan | Baldo   | Clara    | Dencio  | Estong | Felipe   | Gomer   | Heling  | Ismael | Julio  |          |          |         |
| Note:      |         |         |          |         |        |          |         |         |        |        |          |          |         |

### Oceano Indiano del Nord

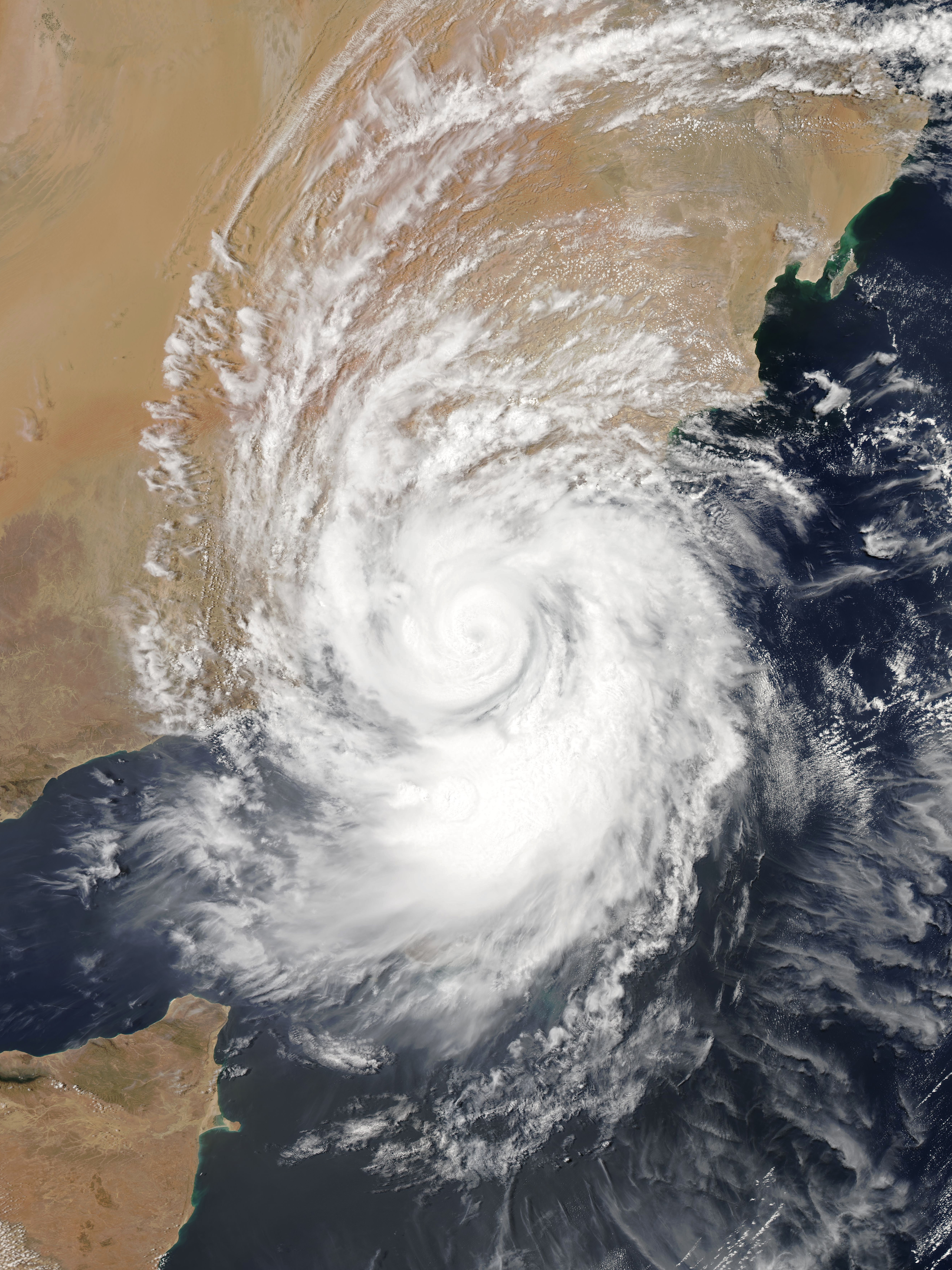
Mekunu, un raro e violento ciclone sulla penisola araba nel maggio 2018

Nell'area dell'Oceano Indiano 45°E – 100°E, i cicloni sono nominati dal India Meteorological Department (IMD/RSMC New Delhi) quando raggiungono venti superiori di almeno 34 kn (39 mph; 63 km/h). Ci sono otto liste di nome usati in sequenza senza rotazioni annuali. Anche in questo bacino ogni paese interessato ha proposto un nome e le nazioni messe in ordine alfabetico (usando sempre i nomi inglesi delle nazioni)
| 1     | Onil    | Agni  | Hibaru | Pyarr  | Baaz   | Fanoos  | Mala     | Mukda    |
| 2     | Ogni    | Akash | Gonu   | Yemyin | Sidr   | Nargis  | Rashmi   | Khai-Muk |
| 3     | Nisha   | Bijli | Aila   | Phyan  | Ward   | Laila   | Bandu    | Phet     |
| 4     | Giri    | Jal   | Keila  | Thane  | Murjan | Nilam   | Viyaru   | Phailin  |
| 5     | Helen   | Lehar | Madi   | Nanauk | Hudhud | Nilofar | Ashobaa  | Komen    |
| 6     | Chapala | Megh  | Roanu  | Kyant  | Nada   | Vardah  | Maarutha | Mora     |
| 7     | Ockhi   | Sagar | Mekunu | Daye   | Luban  | Titli   | Gaja     | Phethai  |
| 8     | Fani    | Vayu  | Hikaa  | Kyarr  | Maha   | Bulbul  | Pawan    | Amphan   |
| Note: |         |       |        |        |        |         |          |          |

### Sud Ovest Oceano Indiano (Africa– 90°E)

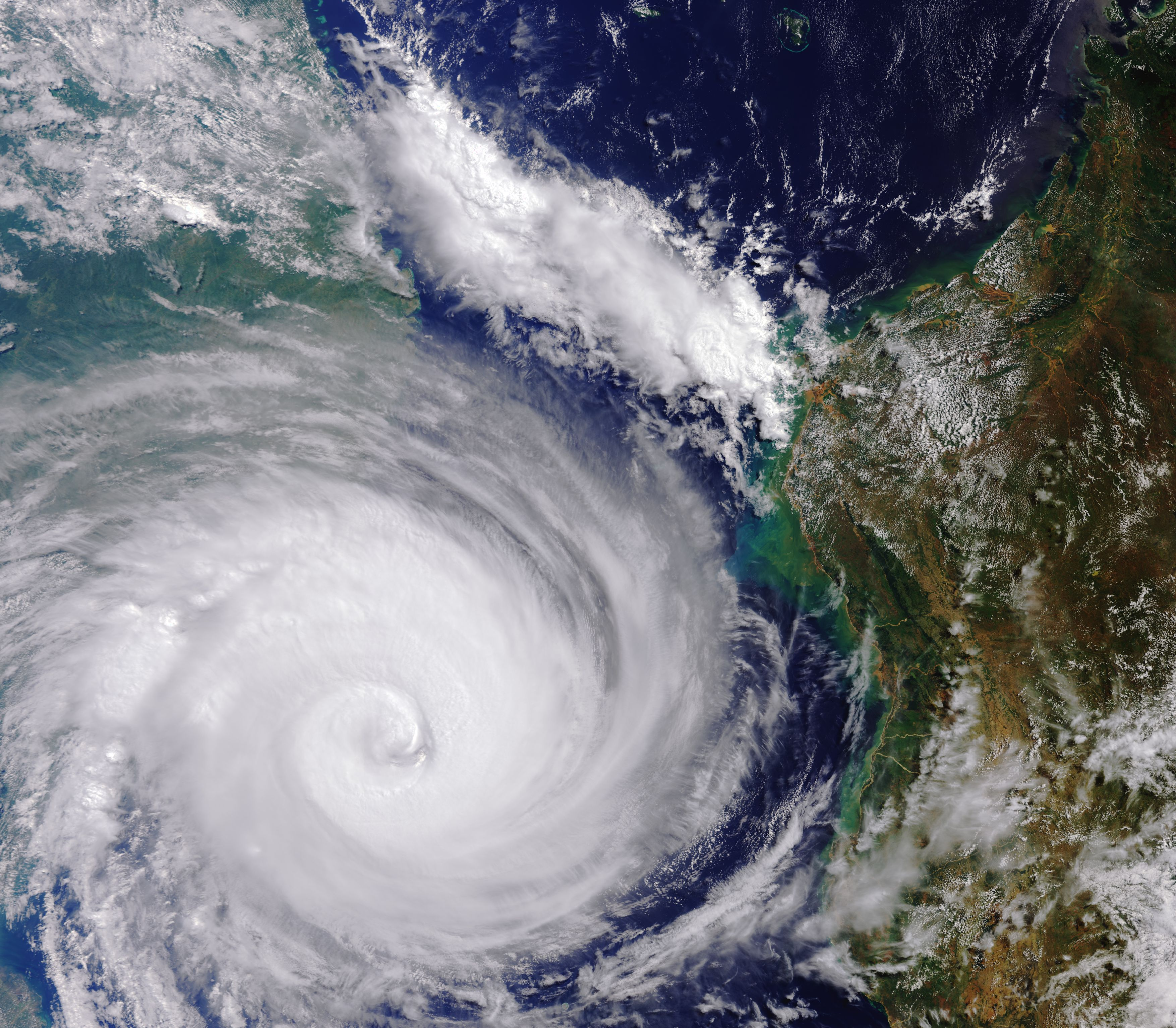
Il distruttivo ciclone Idai si avvicina al Mozambico nel marzo 2019

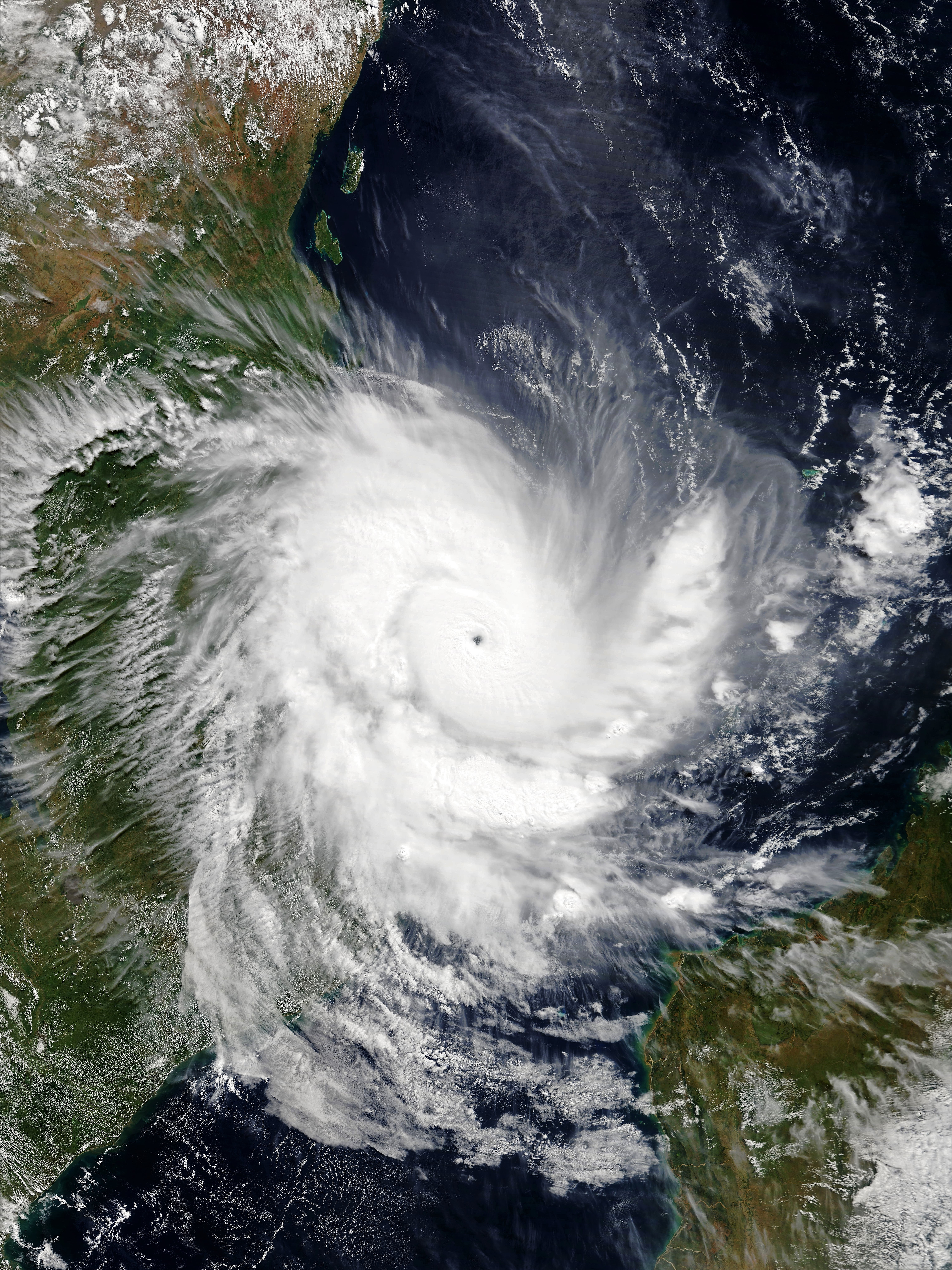
Il ciclone Kenneth sul Mozambico, aprile 2019

Nell'area del Sud Ovest Oceano Indiano viene assegnato un nome a tutti i cicloni con venti superiori a 34 kn (39 mph; 63 km/h).. Le agenzie competenti sono due: Météo Madagascar e Mauritius Meteorological Service. Se il ciclone si forma tra la costa africana e 55°E è seguito da  Météo Madagascar, altrimenti sarà l'altra agenzia. I nomi sono presi da tre liste che ruotano ogni anno e vengono automaticamente rimossi tutti i nomi utilizzati.
| 2017–18 | 2017–18 | 2017–18   | 2017–18 | 2017–18  | 2017–18  | 2017–18  | 2017–18  | 2017–18 | 2017–18 | 2017–18  | 2017–18 | 2017–18 | 2017–18  |
| ------- | ------- | --------- | ------- | -------- | -------- | -------- | -------- | ------- | ------- | -------- | ------- | ------- | -------- |
| Nomi    | Ava     | Berguitta | Cebile  | Dumazile | Eliakim  | Fakir    | Guambe   | Habana  | Iman    | Jobo     | Kanga   | Ludzi   | Melina   |
| Nomi    | Nathan  | Onais     | Pelagie | Quamar   | Rita     | Solani   | Tarik    | Urilia  | Vuyane  | Wagner   | Xusa    | Yarona  | Zacarias |
| 2018–19 |         |           |         |          |          |          |          |         |         |          |         |         |          |
| Nomi    | Alcide  | Bouchra   | Cilida  | Desmond  | Eketsang | Funani   | Gelena   | Haleh   | Idai    | Joaninha | Kenneth | Lorna   | Maipelo  |
| Nomi    | Njazi   | Oscar     | Pamela  | Quentin  | Rajab    | Savana   | Themba   | Uyapo   | Viviane | Walter   | Xangy   | Yemurai | Zanele   |
| 2019–20 |         |           |         |          |          |          |          |         |         |          |         |         |          |
| Nomi    | Abela   | Bransby{  | Carlos  | Dineo    | Enawo    | Fernando | Gabekile | Herold  | Irondro | Jeruto   | Kundai  | Lisebo  | Michel   |
| Nomi    | Nousra  | Olivier   | Pokera  | Quincy   | Rebaone  | Salama   | Tristan  | Ursula  | Violet  | Wilson   | Xila    | Yekela  | Zania    |
| Note:   |         |           |         |          |          |          |          |         |         |          |         |         |          |

### Regione Australiana (90°E– 160°E)
Nella regione australiana i cicloni vengono forniti di nome quando le osservazioni satellitari indicano che il sistema ha venti burrascosi e si è ben formata. Le agenzie competenti sono tre, ognuna delle quali fornisce il proprio nome se il ciclone si forma nella propria area di competenza.

#### Indonesia
Se il ciclone si forma tra Equatore - 10°S ;90°E - 141°E, il nome è fornito dalla Indonesian Agency for Meteorology, Climatology and Geophysics|Badan Meteorologi, Klimatologi, dan Geofisika (BMKG/TCWC Jakarta) I nomi sono presi dalla lista chiamata A, mentre la lista B fornisce i nomi che sostituiscono quelli ritirati.
| Lista A | Lista A   | Lista A | Lista A | Lista A   | Lista A | Lista A | Lista A | Lista A  | Lista A |
| ------- | --------- | ------- | ------- | --------- | ------- | ------- | ------- | -------- | ------- |
| Anggrek | Bakung    | Cempaka | Dahlia  | Flamboyan | Kenanga | Lili    | Mangga  | Seroja   | Teratai |
| Lista B |           |         |         |           |         |         |         |          |         |
| Anggur  | Belimbing | Duku    | Jambu   | Lengkeng  | Melati  | Nangka  | Pisang  | Rambutan | Sawo    |
| Note:   |           |         |         |           |         |         |         |          |         |

#### Papua New Guinea
Se il sistema si forma in una zona tra Equatore– 10°S; 141°E – 160°E, è nominato dalla Papua New Guinea National Weather Service (NWS, TCWC Port Moresby). I nomi sono presi da una "lista A". I nomi ritirati vengono sostituiti da quelli nella "lista B" .
| Lista A | Lista A | Lista A | Lista A | Lista A | Lista A | Lista A | Lista A | Lista A | Lista A |
| ------- | ------- | ------- | ------- | ------- | ------- | ------- | ------- | ------- | ------- |
| Alu     | Buri    | Dodo    | Emau    | Fere    | Hibu    | Ila     | Kama    | Lobu    | Maila   |
| Lista B |         |         |         |         |         |         |         |         |         |
| Nou     | Obaha   | Paia    | Ranu    | Sabi    | Tau     | Ume     | Vali    | Wau     | Auram   |
| Note:   |         |         |         |         |         |         |         |         |         |

#### Australia

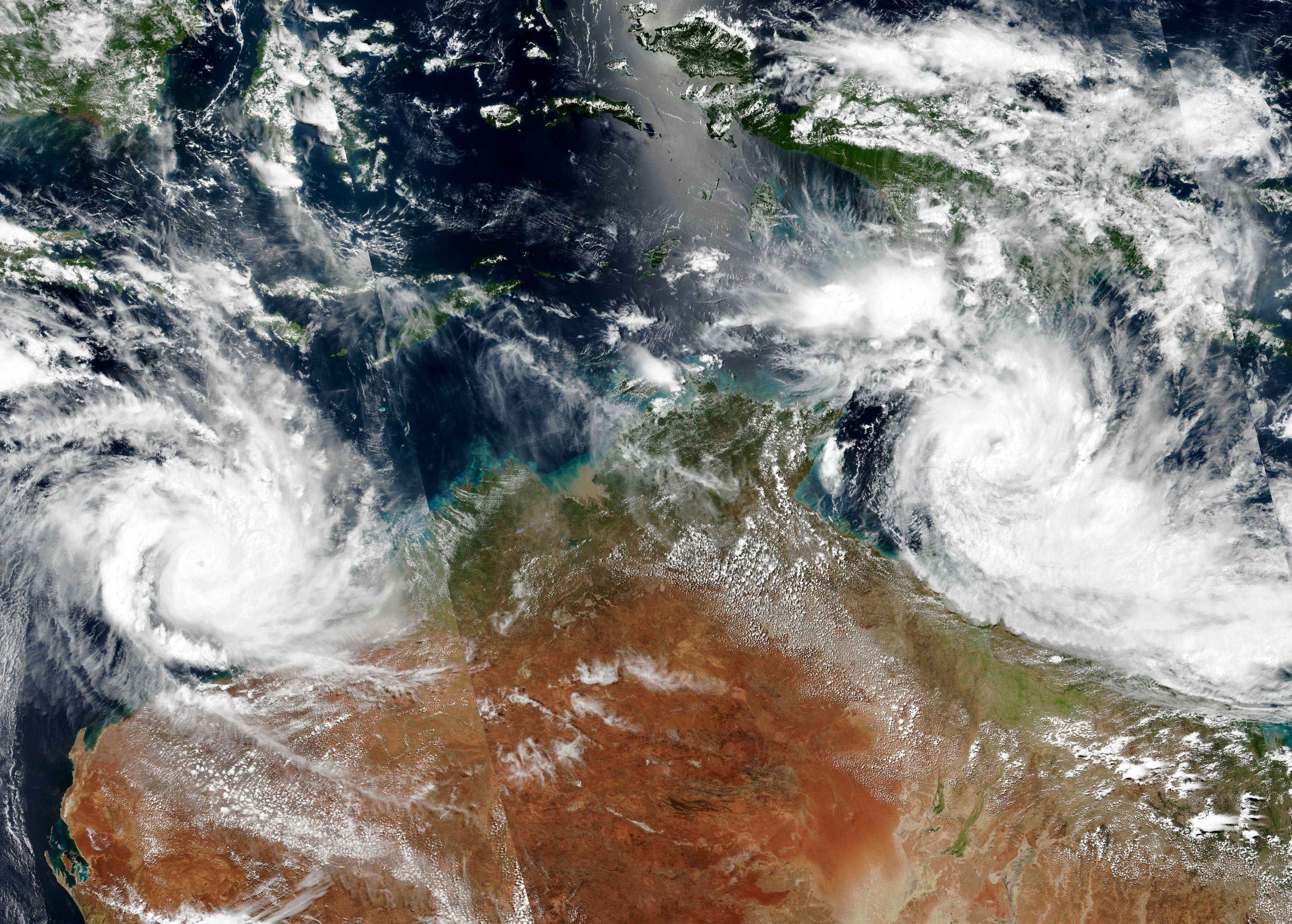
Due violenti cicloni ,Veronica e Trevor, approdano contemporaneamente sull'Australia, marzo 2019

Quando un sistema si sviluppa sotto i 10°S e tra i 90°E e 160°E, allora il nome è fornito dall'agenzia australiana Bureau of Meteorology Esistono 5 liste di nomi usati in sequenza senza tenere conto della stagione.
| Lista A | Lista A | Lista A  | Lista A   | Lista A | Lista A | Lista A   | Lista A   | Lista A | Lista A  | Lista A | Lista A |
| ------- | ------- | -------- | --------- | ------- | ------- | --------- | --------- | ------- | -------- | ------- | ------- |
| Nomi    | Anika   | Billy    | Charlotte | Dominic | Ellie   | Freddy    | Gabrielle | Herman  | Ilsa     | Jasper  | Kirrily |
| Nomi    | Lincoln | Megan    | Neville   | Olga    | Paul    | Robyn     | Sean      | Tasha   | Vince    | Zelia   | ------  |
| Lista B |         |          |           |         |         |           |           |         |          |         |         |
| Nomi    | Anthony | Bianca   | Courtney  | Dianne  | Errol   | Fina      | Grant     | Hayley  | Iggy     | Jenna   | Koji    |
| Nomi    | Luana   | Mitchell | Narelle   | Oran    | Peta    | Riordan   | Sandra    | Tim     | Victoria | Zane    | ------  |
| Lista C |         |          |           |         |         |           |           |         |          |         |         |
| Nomi    | Alessia | Bruce    | Catherine | Dylan   | Edna    | Fletcher  | Gillian   | Hadi    | Ivana    | Jack    | Kate    |
| Nomi    | Laszlo  | Mingzhu  | Nathan    | Olwyn   | Quincey | Raquel    | Stan      | Tatiana | Uriah    | Yvette  | ------  |
| Lista D |         |          |           |         |         |           |           |         |          |         |         |
| Nomi    | Alfred  | Blanche  | Caleb     | Debbie  | Ernie   | Frances   | Greg      | Hilda   | Irving   | Joyce   | Kelvin  |
| Nomi    | Linda   | Marcus   | Nora      | Owen    | Penny   | Riley     | Savannah  | Trevor  | Veronica | Wallace | ------  |
| Lista E |         |          |           |         |         |           |           |         |          |         |         |
| Nomi    | Ann     | Blake    | Claudia   | Damien  | Esther  | Ferdinand | Gretel    | Harold  | Imogen   | Joshua  | Kimi    |
| Nomi    | Lucas   | Marian   | Noah      | Odette  | Paddy   | Ruby      | Seth      | Tiffany | Vernon   | ------  | -----   |
| Note:   |         |          |           |         |         |           |           |         |          |         |         |

### Pacifico del Sud (160°E– 120°W)

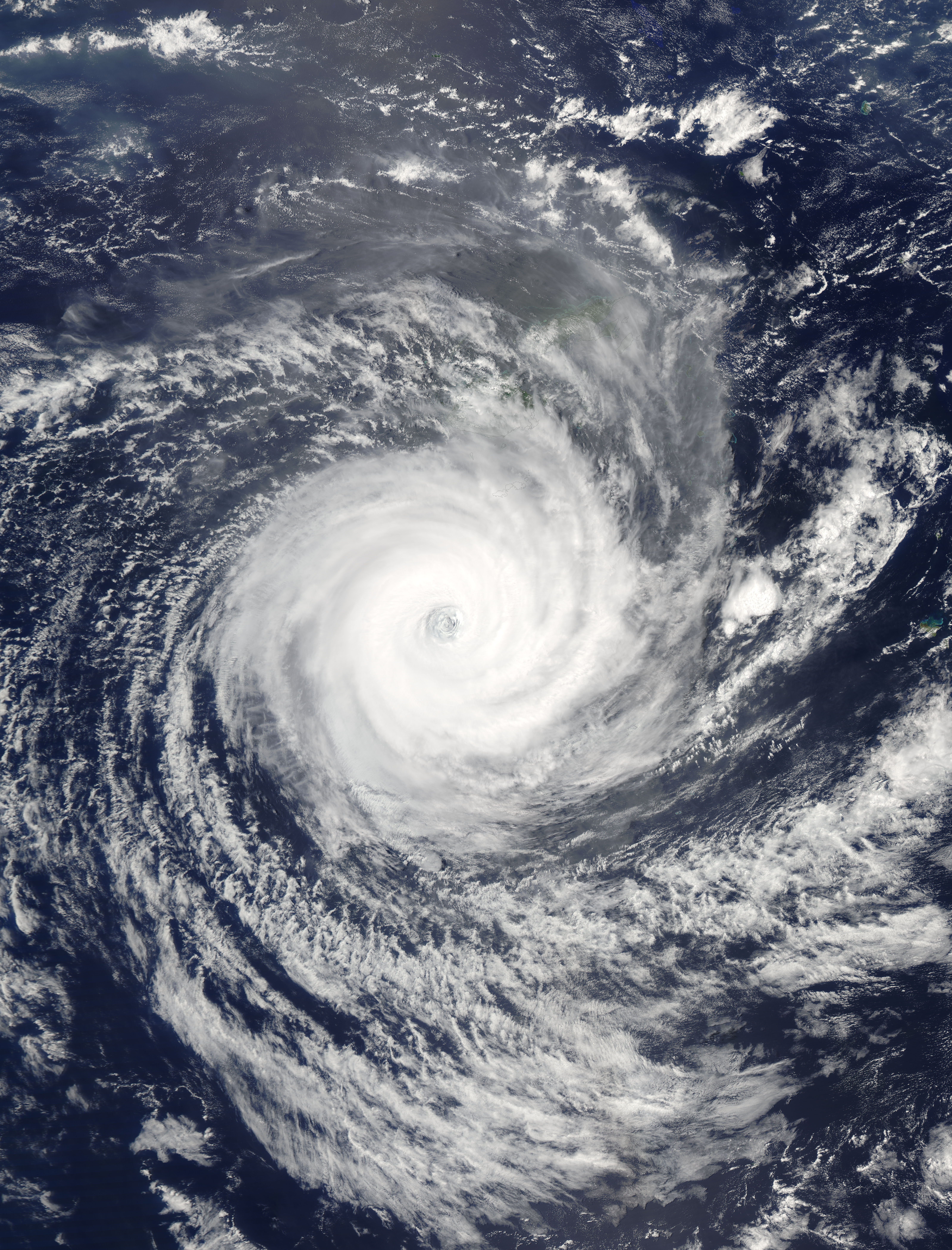
Il violento ciclone Gita si abbatte sulle isole Tonga, febbraio 2018

Nella zona del Pacifico del sud esistono due agenzie che seguono i cicloni: la Fiji Meteorological Service e la New Zealand MetService. Entrambe usano la stessa lista di nomi. Ci sono quattro liste di nomi (A-D) che ruotano senza tener conto della stagione. La quinta lista (E) viene usata per rimpiazzare eventuali nomi ritirati dalle altre liste.
| Lista A                      | Lista A | Lista A | Lista A | Lista A | Lista A | Lista A | Lista A | Lista A | Lista A | Lista A | Lista A | Lista A | Lista A |
| ---------------------------- | ------- | ------- | ------- | ------- | ------- | ------- | ------- | ------- | ------- | ------- | ------- | ------- | ------- |
| Nomi                         | Ana     | Bina    | Cody    | Dovi    | Eva     | Fili    | Gina    | Hagar   | Irene   | Judy    | Kevin   | Lola    | Mal     |
| Nomi                         | Nat     | Osai    | Pita    | Rae     | Sheila  | Tam     | Urmil   | Vaianu  | Wati    | Xavier  | Yani    | Zita    |         |
| Lista B                      |         |         |         |         |         |         |         |         |         |         |         |         |         |
| Nomi                         | Arthur  | Becky   | Chip    | Denia   | Elisa   | Fotu    | Glen    | Hettie  | Innis   | Julie   | Ken     | Lin     | Maciu   |
| Nomi                         | Nisha   | Orea    | Pearl   | Rene    | Sarah   | Troy    | Uinita  | Vanessa | Wano    | ------  | Yvonne  | Zaka    |         |
| Lista C                      |         |         |         |         |         |         |         |         |         |         |         |         |         |
| Nomi                         | Alvin   | Bune    | Cyril   | Daphne  | Eden    | Florin  | Garry   | Haley   | Isa     | June    | Kofi    | Louise  | Mike    |
| Nomi                         | Niko    | Opeti   | Perry   | Reuben  | Solo    | Tuni    | Usa     | Victor  | Wanita  | ------  | Yalo    | Zena    |         |
| Lista D                      |         |         |         |         |         |         |         |         |         |         |         |         |         |
| Nomi                         | Amos    | Bart    | Cook    | Donna   | Ella    | Fehi    | Gita    | Hola    | Iris    | Jo      | Kala    | Liua    | Mona    |
| Nomi                         | Neil    | Oma     | Pola    | Rita    | Sarai   | Tino    | Uili    | Vicky   | Wiki    | ------  | Yolanda | Zazu    |         |
| List E (Per i nomi ritirati) |         |         |         |         |         |         |         |         |         |         |         |         |         |
| Nomi                         | Aru     | Ben     | Cama    | Dean    | Emosi   | Fanny   | Garth   | Hart    | Ili     | Josie   | Keni    | Lute    | Mata    |
| Nomi                         | Neta    | Olivia  | Pana    | Rex     | Seru    | Tasi    | Uesi    | Velma   | Wasa    | ------  | Yasa    | Zanna   |         |
| Note:                        |         |         |         |         |         |         |         |         |         |         |         |         |         |

### Sud Atlantico
Quando un ciclone tropicale si forma nel sud Atlantico (evento abbastanza raro), la Brazilian Navy Hydrographic Center fornisce il nome predendolo da una sola lista.
| Nomi  | Arani | Bapo | Cari | Deni | Eçaí | Guará | Iba | Jaguar | Kamby | Mani |
| Note: |       |      |      |      |      |       |     |        |       |      |

## Atlantico

### Nomi utilizzati tra il 1950 e il 1964
| 1950    | 1951    | 1952    | 1953     | 1954     | 1955   | 1956   | 1957   | 1958   | 1959   | 1960     | 1961    | 1962  | 1963     | 1964   |
| ------- | ------- | ------- | -------- | -------- | ------ | ------ | ------ | ------ | ------ | -------- | ------- | ----- | -------- | ------ |
| Able    | Able    | Able    | Alice    | Alice    | Alice  | Anna   | Audrey | Alma   | Arlene | Abby     | Anna    | Alma  | Arlene   | Abby   |
| Baker   | Baker   | Baker   | Barbara  | Barbara  | Brenda | Betsy  | Bertha | Becky  | Beulah | Brenda   | Betsy   | Becky | Beulah   | Brenda |
| Charlie | Charlie | Charlie | Carol    | Carol    | Connie | Carla  | Carrie | Cleo   | Cindy  | Cleo     | Carla   | Celia | Cindy    | Cleo   |
| Dog     | Dog     | Dog     | Dolly    | Dolly    | Diane  | Dora   | Debbie | Daisy  | Debra  | Donna    | Debbie  | Daisy | Debra    | Dora   |
| Easy    | Easy    | Easy    | Edna     | Edna     | Edith  | Ethel  | Esther | Ella   | Edith  | Ethel    | Esther  | Ella  | Edith    | Ethel  |
| Fox     | Fox     | Fox     | Florence | Florence | Flora  | Flossy | Frieda | Fifi   | Flora  | Florence | Frances | Flora | Florence |        |
| George  | George  | Gail    | Gilda    | Gladys   | Greta  | Gerda  | Gracie | Gerda  | Ginny  | Gladys   |         |       |          |        |
| How     | How     | Hazel   | Hazel    | Hilda    | Hélène | Hannah | Hattie | Helena | Hilda  |          |         |       |          |        |
| Item    | Item    | Ione    | Ilsa     | Irene    | Inga   | Isbell |        |        |        |          |         |       |          |        |
| Jig     | Jig     | Janet   | Janice   | Judith   | Jenny  |        |        |        |        |          |         |       |          |        |
| King    | Katie   |         |          |          |        |        |        |        |        |          |         |       |          |        |
| Love    |         |         |          |          |        |        |        |        |        |          |         |       |          |        |
| Mike    |         |         |          |          |        |        |        |        |        |          |         |       |          |        |
| Note:   |         |         |          |          |        |        |        |        |        |          |         |       |          |        |

### Nomi utilizzati tra il 1965 e il 1979
| 1965   | 1966    | 1967    | 1968      | 1969    | 1970    | 1971   | 1972     | 1973      | 1974    | 1975     | 1976    | 1977     | 1978   | 1979      |
| ------ | ------- | ------- | --------- | ------- | ------- | ------ | -------- | --------- | ------- | -------- | ------- | -------- | ------ | --------- |
| Anna   | Alma    | Arlene  | Abby      | Anna    | Alma    | Arlene | Agnes    | Alice     | Alma    | Amy      | Anna    | Anita    | Amelia | Ana       |
| Betsy  | Becky   | Beulah  | Brenda    | Blanche | Becky   | Beth   | Betty    | Brenda    | Becky   | Blanche  | Belle   | Babe     | Bess   | Bob       |
| Carol  | Celia   | Chloe   | Candy     | Camille | Celia   | Chloe  | Carrie   | Christine | Carmen  | Caroline | Candice | Clara    | Cora   | Claudette |
| Debbie | Dorothy | Doria   | Dolly     | Debbie  | Dorothy | Doria  | Dawn     | Delia     | Dolly   | Doris    | Dottie  | Dorothy  | Debra  | David     |
| Elena  | Ella    | Edith   | Edna      | Eve     | Ella    | Edith  | Ellen    | Elaine    | Eloise  | Emmy     | Evelyn  | Ella     | Elena  |           |
| Faith  | Fern    | Frances | Francelia | Felice  | Fern    | Fran   | Fifi     | Faye      | Frances | Frieda   | Flossie | Frederic |        |           |
| Greta  | Ginger  | Gladys  | Gerda     | Greta   | Ginger  | Gilda  | Gertrude | Gladys    | Gloria  | Greta    | Gloria  |          |        |           |
| Hallie | Heidi   | Holly   | Heidi     | Hallie  | Holly   | Hope   | Henri    |           |         |          |         |          |        |           |
| Inez   | Inga    | Irene   | Irma      |         |         |        |          |           |         |          |         |          |        |           |
| Judith | Jenny   | Janice  | Juliet    |         |         |        |          |           |         |          |         |          |        |           |
| Kendra | Kara    | Kristy  | Kendra    |         |         |        |          |           |         |          |         |          |        |           |
| Lois   | Laurie  | Laura   |           |         |         |        |          |           |         |          |         |          |        |           |
| Martha |         |         |           |         |         |        |          |           |         |          |         |          |        |           |
| Note:  |         |         |           |         |         |        |          |           |         |          |         |          |        |           |

### Nomi utilizzati tra il 1980 e il 1994
| 1980     | 1981    | 1982      | 1983    | 1984    | 1985      | 1986      | 1987    | 1988    | 1989    | 1990    | 1991      | 1992     | 1993    | 1994    |
| -------- | ------- | --------- | ------- | ------- | --------- | --------- | ------- | ------- | ------- | ------- | --------- | -------- | ------- | ------- |
| Allen    | Arlene  | Alberto   | Alicia  | Arthur  | Ana       | Andrew    | Arlene  | Alberto | Allison | Arthur  | Ana       | Andrew   | Arlene  | Alberto |
| Bonnie   | Bret    | Beryl     | Barry   | Bertha  | Bob       | Bonnie    | Bret    | Beryl   | Barry   | Bertha  | Bob       | Bonnie   | Bret    | Beryl   |
| Charley  | Cindy   | Chris     | Chantal | Cesar   | Claudette | Charley   | Cindy   | Chris   | Chantal | Cesar   | Claudette | Charley  | Cindy   | Chris   |
| Danielle | Dennis  | Debby     | Dean    | Diana   | Danny     | Danielle  | Dennis  | Debby   | Dean    | Diana   | Danny     | Danielle | Dennis  | Debby   |
| Earl     | Emily   | Ernesto   | Edouard | Elena   | Earl      | Emily     | Ernesto | Erin    | Edouard | Erika   | Earl      | Emily    | Ernesto |         |
| Frances  | Floyd   | Fran      | Fabian  | Frances | Floyd     | Florence  | Floyd   | Fran    | Fabian  | Frances | Floyd     | Florence |         |         |
| Georges  | Gert    | Gustav    | Gloria  | Gilbert | Gabrielle | Gustav    | Grace   | Gilbert | Gordon  |         |           |          |         |         |
| Hermine  | Harvey  | Hortense  | Henri   | Hélène  | Hugo      | Hortense  | Harvey  |         |         |         |           |          |         |         |
| Ivan     | Irene   | Isidore   | Isabel  | Isaac   | Iris      | Isidore   |         |         |         |         |           |          |         |         |
| Jeanne   | Jose    | Josephine | Juan    | Joan    | Jerry     | Josephine |         |         |         |         |           |          |         |         |
| Karl     | Katrina | Klaus     | Kate    | Keith   | Karen     | Klaus     |         |         |         |         |           |          |         |         |
| Lili     | Lili    |           |         |         |           |           |         |         |         |         |           |          |         |         |
| Marco    |         |           |         |         |           |           |         |         |         |         |           |          |         |         |
| Nana     |         |           |         |         |           |           |         |         |         |         |           |          |         |         |
| Note:    |         |           |         |         |           |           |         |         |         |         |           |          |         |         |

### Nomi utilizzati tra il 1995 e il 2009
| 1995      | 1996      | 1997      | 1998     | 1999     | 2000     | 2001      | 2002      | 2003      | 2004     | 2005     | 2005     | 2006      | 2007      | 2008      | 2009      |
| --------- | --------- | --------- | -------- | -------- | -------- | --------- | --------- | --------- | -------- | -------- | -------- | --------- | --------- | --------- | --------- |
| Allison   | Arthur    | Ana       | Alex     | Arlene   | Alberto  | Allison   | Arthur    | Ana       | Alex     | Arlene   | Ophelia  | Alberto   | Andrea    | Arthur    | Ana       |
| Barry     | Bertha    | Bill      | Bonnie   | Bret     | Beryl    | Barry     | Bertha    | Bill      | Bonnie   | Bret     | Philippe | Beryl     | Barry     | Bertha    | Bill      |
| Chantal   | Cesar     | Claudette | Charley  | Cindy    | Chris    | Chantal   | Cristobal | Claudette | Charley  | Cindy    | Rita     | Chris     | Chantal   | Cristobal | Claudette |
| Dean      | Dolly     | Danny     | Danielle | Dennis   | Debby    | Dean      | Dolly     | Danny     | Danielle | Dennis   | Stan     | Debby     | Dean      | Dolly     | Danny     |
| Erin      | Edouard   | Erika     | Earl     | Emily    | Ernesto  | Erin      | Edouard   | Erika     | Earl     | Emily    | Tammy    | Ernesto   | Erin      | Edouard   | Erika     |
| Felix     | Fran      | Fabian    | Frances  | Floyd    | Florence | Felix     | Fay       | Fabian    | Frances  | Franklin | Vince    | Florence  | Felix     | Fay       | Fred      |
| Gabrielle | Gustav    | Grace     | Georges  | Gert     | Gordon   | Gabrielle | Gustav    | Grace     | Gaston   | Gert     | Wilma    | Gordon    | Gabrielle | Gustav    | Grace     |
| Humberto  | Hortense  | Hermine   | Harvey   | Hélène   | Humberto | Hanna     | Henri     | Hermine   | Harvey   | Alpha    | Hélène   | Humberto  | Hanna     | Henri     |           |
| Iris      | Isidore   | Ivan      | Irene    | Isaac    | Iris     | Isidore   | Isabel    | Ivan      | Irene    | Beta     | Isaac    | Ingrid    | Ike       | Ida       |           |
| Jerry     | Josephine | Jeanne    | Jose     | Joyce    | Jerry    | Josephine | Juan      | Jeanne    | Jose     | Gamma    | Jerry    | Josephine |           |           |           |
| Karen     | Kyle      | Karl      | Katrina  | Keith    | Karen    | Kyle      | Kate      | Karl      | Katrina  | Delta    | Karen    | Kyle      |           |           |           |
| Luis      | Lili      | Lisa      | Lenny    | Leslie   | Lorenzo  | Lili      | Larry     | Lisa      | Lee      | Epsilon  | Lorenzo  | Laura     |           |           |           |
| Marilyn   | Marco     | Mitch     | Michael  | Michelle | Mindy    | Matthew   | Maria     | Zeta      | Melissa  | Marco    |          |           |           |           |           |
| Noel      | Nicole    | Nadine    | Noel     | Nicholas | Nicole   | Nate      | Noel      | Nana      |          |          |          |           |           |           |           |
| Opal      | Olga      | Odette    | Otto     | Olga     | Omar     |           |           |           |          |          |          |           |           |           |           |
| Pablo     | Peter     | Paloma    |          |          |          |           |           |           |          |          |          |           |           |           |           |
| Roxanne   |           |           |          |          |          |           |           |           |          |          |          |           |           |           |           |
| Sebastien |           |           |          |          |          |           |           |           |          |          |          |           |           |           |           |
| Tanya     |           |           |          |          |          |           |           |           |          |          |          |           |           |           |           |
| Note:     |           |           |          |          |          |           |           |           |          |          |          |           |           |           |           |

### Nomi utilizzati tra il 2010 e il 2015
| 2010                               | 2011     | 2012     | 2013      | 2014      | 2015      |
| ---------------------------------- | -------- | -------- | --------- | --------- | --------- |
| Alex                               | Arlene   | Alberto  | Andrea    | Arthur    | Ana       |
| Bonnie                             | Bret     | Beryl    | Barry     | Bertha    | Bill      |
| Colin                              | Cindy    | Chris    | Chantal   | Cristobal | Claudette |
| Danielle                           | Don      | Debby    | Dorian    | Dolly     |           |
| Earl                               | Emily    | Ernesto  | Erin      | Edouard   |           |
| Fiona                              | Franklin | Florence | Fernand   | Fay       |           |
| Gaston                             | Gert     | Gordon   | Gabrielle | Gonzalo   |           |
| Hermine                            | Harvey   | Hélène   | Humberto  | Hanna     |           |
| Igor                               | Irene    | Isaac    | Ingrid    |           |           |
| Julia                              | Jose     | Joyce    | Jerry     |           |           |
| Karl                               | Katia    | Kirk     | Karen     |           |           |
| Lisa                               | Lee      | Leslie   | Lorenzo   |           |           |
| Matthew                            | Maria    | Michael  | Melissa   |           |           |
| Nicole                             | Nate     | Nadine   |           |           |           |
| Otto                               | Ophelia  | Oscar    |           |           |           |
| Paula                              | Philippe | Patty    |           |           |           |
| Richard                            | Rina     | Rafael   |           |           |           |
| Shary                              | Sean     | Sandy    |           |           |           |
| Tomas                              | Tony     |          |           |           |           |
| [ 39 ] [ 40 ] [ 41 ] [ 42 ] [ 43 ] |          |          |           |           |           |

## Pacifico

### Nomi utilizzati tra il 1960 e il 1969
| Annette  | Kathleen | Valerie   | Emily    | Natalie  | Victoria  | Adele     | Helga    | Agatha   | Jewel   | Annette  | Kathleen | Ava      |
| Bonny    | Liza     | Willa     | Florence | Odessa   | Wallie    | Blanca    | Ione     | Bridget  | Katrina | Bonny    | Liza     | Bernice  |
| Celeste  | Madeline | Ava       | Glenda   | Prudence | Ava       | Connie    | Joyce    | Carlotta | Lily    | Celeste  | Madeline | Claudia  |
| Diana    | Naomi    | Bernice   | Hazel    | Roslyn   | Bernice   | Dolores   | Kirsten  | Denise   | Monica  | Diana    | Naomi    | Doreen   |
| Estelle  | Orla     | Claudia   | Irah     | Silvia   | Claudia   | Eileen    | Lorraine | Eleanor  | Nanette | Estelle  | Orla     | Emily    |
| Fernanda | Pauline  | Doreen    | Jennifer | Tillie   | Doreen    | Francesca | Maggie   | Francene | Olivia  | Fernanda | Pauline  | Florence |
| Gwen     | Rebbecca | Katherine | Emily    | Gretchen | Georgette | Priscilla | Gwen     | Rebbecca | Glenda  |          |          |          |
| Hyacinth | Simone   | Lillian   | Florence | Hilary   | Ramona    | Hyacinth  | Simone   | Heather  |         |          |          |          |
| Iva      | Tara     | Mona      | Glenda   | Ilsa     | Iva       | Tara      | Irah     |          |         |          |          |          |
| Joanne   | Hazel    | Joanne    | Jennifer |          |           |           |          |          |         |          |          |          |
| Note:    |          |           |          |          |           |           |          |          |         |          |          |          |

### Nomi utilizzati tra il 1970 e il 1979
| Adele    | Joyce    | Agatha    | Jewel     | Annette  | Gwen     | Ava       | Glenda    | Aletta   | Joyce    | Agatha   | Ilsa    | Annette  | Hyacinth  | Ava      | Aletta   | John   | Andres  |
| Blanca   | Kirsten  | Bridget   | Katrina   | Bonny    | Hyacinth | Bernice   | Heather   | Blanca   | Kirsten  | Bridget  | Jewel   | Bonny    | Iva       | Bernice  | Bud      | Kristy | Blanca  |
| Connie   | Lorraine | Carlotta  | Lily      | Celeste  | Iva      | Claudia   | Irah      | Connie   | Lorraine | Carlotta | Katrina | Celeste  | Joanne    | Claudia  | Carlotta | Lane   | Carlos  |
| Dolores  | Maggie   | Denise    | Monica    | Diana    | Joanne   | Doreen    | Jennifer  | Dolores  | Maggie   | Denise   | Lily    | Diana    | Kathleen  | Doreen   | Daniel   | Miriam | Dolores |
| Eileen   | Norma    | Eleanor   | Nanette   | Estelle  | Kathleen | Emily     | Katherine | Eileen   | Norma    | Eleanor  | Monica  | Estelle  | Liza      | Emily    | Emilia   | Norman | Enrique |
| Francesa | Orlene   | Francene  | Olivia    | Fernanda | Liza     | Florence  | Lillian   | Francesa | Orlene   | Francene | Nanette | Fernanda | Madeline  | Florence | Fico     | Olivia | Fefa    |
| Gretchen | Patricia | Georgette | Priscilla | Gretchen | Patricia | Georgette | Olivia    | Gwen     | Naomi    | Glenda   | Gilma   | Paul     | Guillermo |          |          |        |         |
| Helga    | Rosalie  | Hilary    | Ramona    | Helga    | Rosalie  | Hilary    | Priscilla | Heather  | Hector   | Rosa     | Hilda   |          |           |          |          |        |         |
| Ione 2   | Selma    | Ilsa      | Sharon    | Ione     | Iva      | Sergio    | Ignacio   |          |          |          |         |          |           |          |          |        |         |
| Ione 1   | Jimena   |           |           |          |          |           |           |          |          |          |         |          |           |          |          |        |         |
| Note:    |          |           |           |          |          |           |           |          |          |          |         |          |           |          |          |        |         |

### Nomi utilizzati tra il 1980 e il 1989
| Agatha    | Adrian   | Aletta   | Kristy   | Adolph    | Lorena    | Alma      | Julio   | Andres    | Linda   | Agatha    | Javier   | Adrian   | Jova   | Aletta    | Hector  | Adolph    | Juliette |
| Blas      | Beatriz  | Bud      | Lane     | Barbara   | Manuel    | Boris     | Kenna   | Blanca    | Marty   | Blas      | Kay      | Beatriz  | Knut   | Bud       | Iva     | Barbara   | Kiko     |
| Celia     | Calvin   | Carlotta | Miriam   | Cosme     | Narda     | Cristina  | Lowell  | Carlos    | Nora    | Celia     | Lester   | Calvin   | Lidia  | Carlotta  | John    | Cosme     | Lorena   |
| Darby     | Dora     | Daniel   | Norman   | Dalilia   | Octave    | Douglas   | Marie   | Dolores   | Olaf    | Darby     | Madeline | Dora     | Max    | Daniel    | Kristy  | Dalilia   | Manuel   |
| Estelle   | Eugene   | Emilia   | Olivia   | Erick     | Priscilla | Elida     | Norbert | Enrique   | Pauline | Estelle   | Newton   | Eugene   | Norma  | Emilia    | Lane    | Erick     | Narda    |
| Frank     | Fernanda | Fabio    | Paul     | Flossie   | Raymond   | Fausto    | Odile   | Fefa      | Rick    | Frank     | Orlene   | Fernanda | Otis   | Fabio     | Miriam  | Flossie   | Octave   |
| Georgette | Greg     | Gilma    | Rosa     | Gil       | Sonia     | Genevieve | Polo    | Guillermo | Sandra  | Georgette | Paine    | Greg     | Pilar  | Gilma     | Gil     | Pricsilla |          |
| Howard    | Hilary   | Hector   | Sergio   | Henriette | Tico      | Hernan    | Rachel  | Hilda     | Terry   | Howard    | Roslyn   | Hilary   | Ramon  | Henriette | Raymond |           |          |
| Isis      | Irwin    | Iva      | Tara     | Ismael    | Velma     | Iselle    | Simon   | Ignacio   | Vivian  | Isis      | Irwin    | Selma    | Ismael |           |         |           |          |
| Javier    | Jova     | John     | Juliette | Winnie    | Jimena    | Waldo     |         |           |         |           |          |          |        |           |         |           |          |
| Kay       | Knut     | Kiko     | Kevin    | Xina      |           |           |         |           |         |           |          |          |        |           |         |           |          |
| Lester    | Lidia    |          |          |           |           |           |         |           |         |           |          |          |        |           |         |           |          |
| Madeline  | Max      |          |          |           |           |           |         |           |         |           |          |          |        |           |         |           |          |
| Newton    | Norma    |          |          |           |           |           |         |           |         |           |          |          |        |           |         |           |          |
| Note:     |          |          |          |           |           |           |         |           |         |           |          |          |        |           |         |           |          |

### Nomi utilizzati tra il 1990 e il 1999
| 1990      | 1990    | 1991      | 1991     | 1992      | 1992     | 1993      | 1993    | 1994     | 1994   | 1995    | 1996      | 1997      | 1997    | 1998      | 1998     | 1999     |
| --------- | ------- | --------- | -------- | --------- | -------- | --------- | ------- | -------- | ------ | ------- | --------- | --------- | ------- | --------- | -------- | -------- |
| Alma      | Kenna   | Andres    | Hilda    | Agatha    | Madeline | Adrian    | Hilary  | Aletta   | John   | Adolph  | Alma      | Andres    | Jimena  | Agatha    | Howard   | Adrian   |
| Boris     | Lowell  | Blanca    | Ignacio  | Blas      | Newton   | Beatriz   | Irwin   | Bud      | Kristy | Barbara | Boris     | Blanca    | Kevin   | Blas      | Isis     | Beatriz  |
| Cristina  | Marie   | Carlos    | Jimena   | Celia     | Orlene   | Calvin    | Jova    | Carlotta | Lane   | Cosme   | Cristina  | Carlos    | Linda   | Celia     | Javier   | Calvin   |
| Douglas   | Norbert | Dolores   | Kevin    | Darby     | Paine    | Dora      | Kenneth | Daniel   | Miriam | Dalila  | Douglas   | Dolores   | Marty   | Darby     | Kay      | Dora     |
| Elida     | Odile   | Enrique   | Linda    | Estelle   | Roslyn   | Eugene    | Lidia   | Emilia   | Norman | Erick   | Elida     | Enrique   | Nora    | Estelle   | Lester   | Eugene   |
| Fausto    | Polo    | Fefa      | Marty    | Frank     | Seymour  | Fernanda  | Max     | Fabio    | Olivia | Flossie | Fausto    | Felicia   | Olaf    | Frank     | Madeline | Fernanda |
| Genevieve | Rachel  | Guillermo | Nora     | Georgette | Tina     | Greg      | Norma   | Gilma    | Paul   | Gil     | Genevieve | Guillermo | Pauline | Georgette | Greg     |          |
| Hernan    | Simon   | Howard    | Virgil   | Hector    | Rosa     | Henriette | Hernan  | Hilda    | Rick   | Hilary  |           |           |         |           |          |          |
| Iselle    | Trudy   | Isis      | Winifred | Ileana    | Ismael   | Ignacio   | Irwin   |          |        |         |           |           |         |           |          |          |
| Julio     | Vance   | Javier    | Xavier   | Juliette  |          |           |         |          |        |         |           |           |         |           |          |          |
| Kay       | Yolanda |           |          |           |          |           |         |          |        |         |           |           |         |           |          |          |
| Lester    | Zeke    |           |          |           |          |           |         |          |        |         |           |           |         |           |          |          |
| Note:     |         |           |          |           |          |           |         |          |        |         |           |           |         |           |          |          |

### Nomi utilizzati tra il 2000 e il 2009
| 2000     | 2000   | 2001      | 2001     | 2002      | 2003      | 2003    | 2004      | 2005     | 2005    | 2006      | 2006   | 2007    | 2008      | 2008    | 2009      | 2009     |
| -------- | ------ | --------- | -------- | --------- | --------- | ------- | --------- | -------- | ------- | --------- | ------ | ------- | --------- | ------- | --------- | -------- |
| Aletta   | John   | Adolph    | Ivo      | Alma      | Andres    | Ignacio | Agatha    | Adrian   | Irwin   | Aletta    | John   | Alvin   | Alma      | Iselle  | Andres    | Jimena   |
| Bud      | Kristy | Barbara   | Juliette | Boris     | Blanca    | Jimena  | Blas      | Beatriz  | Jova    | Bud       | Kristy | Barbara | Boris     | Julio   | Blanca    | Kevin    |
| Carlotta | Lane   | Cosme     | Kiko     | Cristina  | Carlos    | Kevin   | Celia     | Calvin   | Kenneth | Carlotta  | Lane   | Cosme   | Cristina  | Karina  | Carlos    | Linda    |
| Daniel   | Miriam | Dalila    | Lorena   | Douglas   | Dolores   | Linda   | Darby     | Dora     | Lidia   | Daniel    | Miriam | Dalila  | Douglas   | Lowell  | Dolores   | Marty    |
| Emilia   | Norman | Erick     | Manuel   | Elida     | Enrique   | Marty   | Estelle   | Eugene   | Max     | Emilia    | Norman | Erick   | Elida     | Marie   | Enrique   | Nora     |
| Fabio    | Olivia | Flossie   | Narda    | Fausto    | Felicia   | Nora    | Frank     | Fernanda | Norma   | Fabio     | Olivia | Flossie | Fausto    | Norbert | Felicia   | Olaf     |
| Gilma    | Paul   | Gil       | Octave   | Genevieve | Guillermo | Olaf    | Georgette | Greg     | Otis    | Gilma     | Paul   | Gil     | Genevieve | Odile   | Guillermo | Patricia |
| Hector   | Rosa   | Henriette | Hernan   | Hilda     | Patricia  | Howard  | Hilary    | Hector   | Rosa    | Henriette | Hernan | Polo    | Hilda     | Rick    |           |          |
| Ileana   | Iselle | Isis      | Ileana   | Sergio    | Ivo       | Ignacio |           |          |         |           |        |         |           |         |           |          |
| Julio    | Javier | Juliette  |          |           |           |         |           |          |         |           |        |         |           |         |           |          |
| Kenna    | Kay    | Kiko      |          |           |           |         |           |          |         |           |        |         |           |         |           |          |
| Lowell   | Lester |           |          |           |           |         |           |          |         |           |        |         |           |         |           |          |
| Note:    |        |           |          |           |           |         |           |          |         |           |        |         |           |         |           |          |

### Nomi utilizzati tra il 2010 e il 2015
| Agatha    | Adrian   | Aletta   | John      | Alvin   | Juliette  | Amanda    | Marie   | Andres  |
| Blas      | Beatriz  | Bud      | Kristy    | Barbara | Kiko      | Boris     | Norbert | Blanca  |
| Celia     | Calvin   | Carlotta | Lane      | Cosme   | Lorena    | Cristina  | Odile   | Carlos  |
| Darby     | Dora     | Daniel   | Miriam    | Dalila  | Manuel    | Douglas   | Polo    | Dolores |
| Estelle   | Eugene   | Emilia   | Norman    | Erick   | Narda     | Elida     | Rachel  | Enrique |
| Frank     | Fernanda | Fabio    | Olivia    | Flossie | Octave    | Fausto    | Simon   | Felicia |
| Georgette | Greg     | Gilma    | Paul      | Gil     | Priscilla | Genevieve | Trudy   |         |
| Hilary    | Hector   | Rosa     | Henriette | Raymond | Hernan    | Vance     |         |         |
| Irwin     | Ileana   | Ivo      | Sonia     | Iselle  |           |           |         |         |
| Jova      | Julio    |          |           |         |           |           |         |         |
| Kenneth   | Karina   |          |           |         |           |           |         |         |
| Lowell    |          |          |           |         |           |           |         |         |
| Note:     |          |          |           |         |           |           |         |         |